# 1999 CB119
1999 CB119, também escrito como 1999 CB119, é um objeto transnetuniano (TNO) que está localizado no cinturão de Kuiper, uma região do Sistema Solar. Este corpo celeste é classificado como um cubewano. Ele possui uma magnitude absoluta (H) de 7 e, tem um diâmetro estimado com cerca de 175 km, por isso é pouco provável que possa ser classificado como um planeta anão, devido ao seu tamanho relativamente pequeno.

## Descoberta
1999 CB119 foi descoberto no dia 10 de fevereiro de 1999 pelos astrônomos J. X. Luu, D. C. Jewitt e C. A. Trujillo.

## Órbita
A órbita de 1999 CB119 tem uma excentricidade de 0.132 e possui um semieixo maior de 47.034 UA. O seu periélio leva o mesmo a uma distância de 40.832 UA em relação ao Sol e seu afélio a 53.236.